# 小行星2657
小行星2657（2657 Bashkiria）是一颗绕太阳运转的小行星，为主小行星带小行星。该小行星于1979年9月23日发现。
該小行星以俄羅斯的聯邦主體巴什科爾托斯坦共和國命名。

## 轨道参数
小行星2657的轨道半长轴为3.1766990 UA，离心率为0.152。